# Canton de Montargis
Le canton de Montargis est une circonscription électorale française du département du Loiret en région Centre-Val de Loire.

## Histoire
Les redécoupages des arrondissements intervenus en 1926 et 1942 n'ont pas affecté l'ancien canton de Montargis.
Par le décret du 23 juillet 1973, le canton de Montargis est divisé en trois cantons, le canton d'Amilly, de Châlette-sur-Loing et de Montargis.
Un nouveau découpage territorial entre en vigueur en mars 2015, défini par le décret du 25 février 2014, en application des lois du 17 mai 2013 (loi organique 2013-402 et loi 2013-403). Les conseillers départementaux sont, à compter de ces élections, élus au scrutin majoritaire binominal mixte. Les électeurs de chaque canton élisent au Conseil départemental, nouvelle appellation du Conseil général, deux membres de sexes différents, qui se présentent en binôme de candidats. Les conseillers départementaux sont élus pour 6 ans au scrutin binominal majoritaire à deux tours, l'accès au second tour nécessitant 12,5 % des inscrits au 1er tour. En outre la totalité des conseillers départementaux est renouvelée. Ce nouveau mode de scrutin nécessite un redécoupage des cantons dont le nombre est divisé par deux avec arrondi à l'unité impaire supérieure. Dans le Loiret, le nombre de cantons passe ainsi de 41 à 21. Le nombre de communes du canton de Montargis passe de 1 à 9.

## Représentation

### Conseillers généraux de 1833 à 2015
| Période                                  | Période      | Identité                                                        | Étiquette      | Qualité |
| ---------------------------------------- | ------------ | --------------------------------------------------------------- | -------------- | --- |
| 10 novembre 1833                         | 1845         | Alexandre Périer                                                |                | Manufacturier Maire de Montargis (1819-1821) Député du Loiret (1817-1824 puis 1827-1830) Président du conseil général du Loiret (1833-1839 puis 1841-1844)                        |
| 16 novembre 1845                         | 1848         | Charles-Marie-Joseph-Marius de Salles (baron de, puis comte de) |                | Colonel puis général Député du Loiret (1846-1848) |
| 27 août 1848                             | 1852         | Étienne Souesme                                                 |                | Magistrat Propriétaire à Villemandeur |
| 1er août 1852                            | 1859         | Charles-Marie-Joseph-Marius de Salles (baron de, puis comte de) |                | Colonel puis général Sénateur du Loiret (1856-1858) Président du conseil général du Loiret (1858)                                                                                 |
| 9 janvier 1859                           | 1864         | Fernand de Salles                                               |                | Officier (capitaine d'état-major) |
| 18 juin 1864                             | 1871         | Ernest-Henri de Grouchy (vicomte de)                            |                | Ancien préfet du Gers et d'Eure-et-Loir député du Loiret (1857-1869) |
| 16 octobre 1871                          | 1900 (décès) | Adolphe Cochery                                                 | Républicain    | Avocat Député du Loiret de 1869 à 1888 Sénateur du Loiret (1888-1900) Ministre des Postes et Télégraphes (février 1879-avril 1885) Président du Conseil Général                   |
| 25 novembre 1900                         | 1904         | Paul Bailly                                                     | Républicain    | Notaire |
| 31 juillet 1904                          | 1911 (décès) | Rodolphe Sédillot (1846-1911)                                   | Républicain    | Pharmacien Maire de Montargis |
| 26 novembre 1911                         | 1929 (décès) | Paul Baudin                                                     |                | Pharmacien Maire de Montargis |
| 1929                                     | 1934         | Célestin Fouquin (1881-1963)                                    | Radical        | Négociant en vins Maire de Montargis |
| 1934                                     | 1940         | René Mazoyer (1900-1980)                                        | PC-SFIC        | Tourneur sur métaux, secrétaire du rayon communiste de Montargis (mandat interrompu en 1940) Révoqué à la suite du décret Daladier                                                |
|                                          |              | Seconde Guerre mondiale                                         |                | |
| 1943                                     | 1945         | André Cherbuy (1900-1971)                                       |                | Ingénieur des Arts et Métiers Conseiller municipal de Châlette-sur-Loing Membre de la Commission administrative départementale (1940-1943) Nommé conseiller départemental en 1943 |
| 1944                                     | 1945         | Louis Terrat                                                    |                | Industriel, maire de Montargis (1942-1944) Nommé conseiller départemental en 1944                                                                                                 |
|                                          |              |                                                                 |                | |
| 1945                                     | 1949         | Maurice Meunier                                                 | UDSR puis SFIO | Instituteur puis directeur d'école Maire de Montargis (1944-1947) |
| 1949                                     | 1955         | Jean Viscardi (1906-1977)                                       | RPF puis DVD   | Avoué Maire de Montargis (1947-1954) |
| 1955                                     | 1967         | Robert Szigeti                                                  | Radical        | Médecin généraliste Député du Loiret (1958-1962) Maire de Montargis (1954-1971)                                                                                                   |
| 1967                                     | 1973         | Max Nublat                                                      | PCF            | Instituteur Maire de Châlette-sur-Loing (1971-1977) Elu en 1973 dans le canton de Châlette-sur-Loing                                                                              |
| 1973                                     | 1979         | Gérard Bouche                                                   | DVD            | Expert-comptable Maire de Montargis (1971-1977) |
| 1979                                     | 1985         | M. Raynaud                                                      | RPR            | |
| 1985                                     | 1998         | Michel Brisson                                                  | RPR            | Avocat, maire de Montargis (1983-1989) |
| 1998                                     | 2004         | Max Nublat                                                      | PCF            | Maire de Châlette-sur-Loing (1971-1977) Maire de Montargis (1977-1983 et 1989-1997)                                                                                               |
| 2004                                     | 2015         | Viviane Jehannet                                                | UMP            | Adjointe au maire de Montargis Vice-présidente du conseil général |
| Les données manquantes sont à compléter. |              |                                                                 |                | |

#### Résultats électoraux détaillés
- Élections cantonales de 2004 : Viviane Jehannet (UMP) est élue au 2e tour avec 72,53 % des suffrages exprimés, devant Bernard Chauvet (FN) (27,47 %). Le taux de participation est de 57,14 % (4 791 votants sur 8 384 inscrits)[18].
- Élections cantonales de 2011 dans le Loiret : Viviane Jehannet (UMP) est élue au 2e tour avec 65,99 % des suffrages exprimés, devant David Bailleul (FN) (34,01 %). Le taux de participation est de 35,42 % (3 176 votants sur 8 967 inscrits)[19].

### Conseillers d'arrondissement (de 1833 à 1940)
Le canton de Montargis avait deux conseillers d'arrondissement.
| Période                                  | Période      | Identité | Étiquette | Qualité                                                                                      |
| ---------------------------------------- | ------------ | --- | --------- | -------------------------------------------------------------------------------------------- |
| 1833                                     | 1845         | Guillaume Philippe Sauvard (1792-1864)                                                                      |           | Entrepreneur de bâtiment, maire de Montargis (1832-1835 et 1848-1850)                        |
| 1833                                     | 1842 (décès) | Pierre Fougère (1781-1842)                                                                                  |           | Juge au Tribunal de Montargis                                                                |
| 1842                                     | 1848         | M. Sauvard                                                                                                  |           | Entrepreneur de maçonnerie à Montargis                                                       |
| 1845                                     | 1848         | M. Guignebert                                                                                               |           | Adjoint au maire de Montargis                                                                |
| 1848                                     |              | M. Carles                                                                                                   |           | Maire d'Amilly                                                                               |
| 1848                                     |              | M. Guyon de Montleveaux                                                                                     |           | Conseiller municipal de Montargis                                                            |
|                                          |              | |           |                                                                                              |
| av.1885                                  |              | François Azœuf                                                                                              |           | Agriculteur à Vimory                                                                         |
|                                          |              | |           |                                                                                              |
|                                          | 1894 (décès) | Etienne Stanislas Souesme (1830-1894)                                                                       |           | Docteur en droit, juge au Tribunal civil de Montargis, Président du Conseil d'arrondissement |
|                                          |              | |           |                                                                                              |
| 1919                                     |              | Charles Rain                                                                                                |           | Entrepreneur de travaux publics, maire d'Amilly                                              |
| 1919                                     |              | Ernest Laroche                                                                                              |           | Entrepreneur, adjoint au maire de Montargis                                                  |
|                                          |              | |           |                                                                                              |
|                                          | 1940         | Léon Giguet                                                                                                 | Rad.      | Brasseur, maire de Montargis (1935-1940)                                                     |
|                                          | 1940         | Prudent Harry (1881-1948)                                                                                   | Rad.      | Cultivateur, maire de Corquilleroy                                                           |
| 1940                                     |              | Les conseils d'arrondissement ont été suspendus par la loi du 12 octobre 1940 et n'ont jamais été réactivés |           |                                                                                              |
| Les données manquantes sont à compléter. |              | |           |                                                                                              |

### Conseillers départementaux à partir de 2015
| Période élective | Période élective | Mandat | Mandat               | Identité            | Nuance | Nuance | Qualité |
| ---------------- | ---------------- | ------ | -------------------- | ------------------- | ------ | ------ | --- |
| 2015             | 2021             | 2015   | 2021                 | Christian Bourillon |        | LR     | Représentant de commerce, ancien conseiller général du canton d'Amilly Maire de Chevillon-sur-Huillard                                    |
| 2015             | 2021             | 2015   | février 2020 (décès) | Viviane Jehannet    |        | LR     | Adjointe au Maire de Montargis (1re Adjointe 2018-2020) 2e Vice-présidente du Conseil départemental déléguée au Logement et à l'Insertion |
| 2015             | 2021             | 2020   | 2021                 | Denise Serrano      |        | DVD    | Ancienne secrétaire comptable Maire de Villemandeur                                                                                       |
| 2021             | 2028             | 2021   | en cours             | Nelly Dury          |        | LR     | Retraitée du commerce, Première adjointe au maire de Montargis                                                                            |
| 2021             | 2028             | 2021   | en cours             | Ariel Lévy          |        | LR     | Ingénieur, Saint-Maurice-sur-Fessard Adjoint au maire de 16ème arrondissement de Paris (2020-2021)                                        |

### Résultats détaillés

#### Élections de mars 2015
À l'issue du 1er tour des élections départementales de 2015, deux binômes sont en ballottage : Christian Bourillon et Viviane Jehannet (Union de la Droite, 40,14 %) et Daniel Marquizeaux et Annette Morand (FN, 32,02 %). Le taux de participation est de 48,06 % (9 213 votants sur 19 169 inscrits) contre 49,98 % au niveau départemental et 50,17 % au niveau national.
Au second tour, Christian Bourillon et Viviane Jehannet (Union de la Droite) sont élus avec 63,21 % des suffrages exprimés et un taux de participation de 46,90 % (5 174 voix pour 8 991 votants et 19 169 inscrits).

#### Élections de juin 2021
Le premier tour des élections départementales de 2021 est marqué par un très faible taux de participation (33,26 % au niveau national). Dans le canton de Montargis, ce taux de participation est de 31,63 % (5 692 votants sur 17 994 inscrits) contre 32,6 % au niveau départemental. À l'issue de ce premier tour, deux binômes sont en ballottage : Nelly Dury et Ariel Lévy (LR, 38,08 %) et Nadège Després et Thomas Ménagé (RN, 29,91 %).
Le second tour des élections est marqué une nouvelle fois par une abstention massive équivalente au premier tour. Les taux de participation sont de 34,36 % au niveau national, 32,79 % dans le département et 32,69 % dans le canton de Montargis. Nelly Dury et Ariel Lévy (LR) sont élus avec 64,05 % des suffrages exprimés (3 389 voix pour 5 885 votants et 18 001 inscrits),,.

## Composition

### Composition avant 1973
L'ancien canton de Montargis groupait les communes de :
- Amilly
- Cepoy
- Châlette-sur-Loing
- Chevillon-sur-Huillard
- Conflans-sur-Loing
- Corquilleroy
- Lombreuil
- Montargis
- Mormant-sur-Vernisson
- Pannes
- Paucourt
- Saint-Maurice-sur-Fessard
- Solterre
- Villemandeur
- Villevoques
- Vimory

### Composition de 1973 à 2015

Situation du canton de Montargis dans le département du Loiret avant 2015.

Le canton de Montargis était composé de la seule commune de Montargis.

### Composition à partir de 2015
Le nouveau canton de Montargis comprend neuf communes entières.
| Nom                               | Code Insee | Intercommunalité                 | Superficie (km2) | Population (dernière pop. légale) | Densité (hab./km2) | Modifier                                    |
| --------------------------------- | ---------- | -------------------------------- | ---------------- | --------------------------------- | ------------------ | ------------------------------------------- |
| Montargis (bureau centralisateur) | 45208      | CA montargoise et rives du Loing | 4,46             | 14 819 (2022)                     | 3 323              | modifier les données · modifier les données |
| Chevillon-sur-Huillard            | 45092      | CA montargoise et rives du Loing | 19,34            | 1 504 (2022)                      | 78                 | modifier les données · modifier les données |
| Lombreuil                         | 45185      | CA montargoise et rives du Loing | 7,56             | 304 (2022)                        | 40                 | modifier les données · modifier les données |
| Mormant-sur-Vernisson             | 45216      | CA montargoise et rives du Loing | 10,92            | 133 (2022)                        | 12                 | modifier les données · modifier les données |
| Pannes                            | 45247      | CA montargoise et rives du Loing | 20,84            | 3 719 (2022)                      | 178                | modifier les données · modifier les données |
| Saint-Maurice-sur-Fessard         | 45293      | CA montargoise et rives du Loing | 15,38            | 1 144 (2022)                      | 74                 | modifier les données · modifier les données |
| Solterre                          | 45312      | CA montargoise et rives du Loing | 9,80             | 476 (2022)                        | 49                 | modifier les données · modifier les données |
| Villemandeur                      | 45338      | CA montargoise et rives du Loing | 11,55            | 6 931 (2022)                      | 600                | modifier les données · modifier les données |
| Vimory                            | 45345      | CA montargoise et rives du Loing | 26,13            | 1 101 (2022)                      | 42                 | modifier les données · modifier les données |
| Canton de Montargis               | 4511       |                                  | 125,98           | 30 131 (2022)                     | 239                | modifier les données                        |

## Démographie

### Évolution démographique

#### Démographie avant 2015
En 2012, le canton comptait 14 490 habitants.
| 1962   | 1968   | 1975   | 1982   | 1990   | 1999   | 2006   | 2011   | 2012   |
| ------ | ------ | ------ | ------ | ------ | ------ | ------ | ------ | ------ |
| 15 996 | 18 225 | 18 380 | 16 110 | 15 020 | 15 030 | 15 794 | 14 616 | 14 490 |

#### Démographie depuis 2015
En 2022, le canton comptait 30 131 habitants, en évolution de +2,21 % par rapport à 2016 (Loiret : +1,89 %, France hors Mayotte : +2,11 %).
| 2013   | 2018   | 2022   |
| ------ | ------ | ------ |
| 29 385 | 29 908 | 30 131 |

### Âge de la population
La pyramide des âges, à savoir la répartition par sexe et âge de la population, du canton de Montargis en 2009 ainsi que, comparativement, celle du département du Loiret la même année sont représentées avec les graphiques ci-dessous.
La population du canton comporte 46 % d'hommes et 54 % de femmes. Elle présente en 2009 une structure par grands groupes d'âge légèrement plus âgée que celle de la France métropolitaine.
Il existe en effet 95 jeunes de moins de 20 ans pour cent personnes de plus de 60 ans, alors que pour la France l'indice de jeunesse, qui est égal à la division de la part des moins de 20 ans par la part des plus de 60 ans, est de 1,06. L'indice de jeunesse du canton est également inférieur à celui du département (1,1) et à celui de la région (0,95).
| Hommes | Classe d’âge | Femmes |
| ------ | ------------ | ------ |
| 1,0    | 90 ans ou +  | 2,0    |
| 7,1    | 75 à 89 ans  | 14,7   |
| 10,8   | 60 à 74 ans  | 13,4   |
| 16,3   | 45 à 59 ans  | 16,6   |
| 19,7   | 30 à 44 ans  | 15,7   |
| 26,0   | 15 à 29 ans  | 21,7   |
| 19,1   | 0 à 14 ans   | 15,9   |

| Hommes | Classe d’âge | Femmes |
| ------ | ------------ | ------ |
| 0,4    | 90 ans ou +  | 1,1    |
| 6,6    | 75 à 89 ans  | 9,5    |
| 13,4   | 60 à 74 ans  | 13,9   |
| 20,1   | 45 à 59 ans  | 20,0   |
| 20,3   | 30 à 44 ans  | 19,5   |
| 19,3   | 15 à 29 ans  | 17,7   |
| 19,9   | 0 à 14 ans   | 18,2   |

## Statistiques
|                           | Labours | Labours | Prés | Prés  | Vignes | Vignes | Bois | Bois  | Divers | Divers | Total |
| ------------------------- | ------- | ------- | ---- | ----- | ------ | ------ | ---- | ----- | ------ | ------ | ----- |
| ha                        | %       | ha      | %    | ha    | %      | ha     | %    | ha    | %      | ha     |       |
| Amilly                    | 2226    | 58,43   | 276  | 7,24  | 60     | 1,57   | 1107 | 29,06 | 141    | 3,67   | 3810  |
| Cepoy                     | 499     | 61,53   | 125  | 15,41 | 40     | 4,93   | 118  | 14,55 | 29     | 3,58   | 811   |
| Châlette                  | 451     | 35,46   | 206  | 16,19 | 13     | 1,02   | 540  | 42,45 | 62     | 4,87   | 1272  |
| Chevillon                 | 517     | 27,59   | 465  | 24,81 | 28     | 1,49   | 296  | 15,80 | 568    | 30,31  | 1874  |
| Conflans                  | 540     | 62,21   | 100  | 11,52 | 5      | 0,58   | 118  | 13,59 | 105    | 12,10  | 868   |
| Corquilleroy              | 1135    | 81,71   | 10   | 0,72  | 25     | 1,80   | 156  | 11,23 | 63     | 4,54   | 1389  |
| Lombreuil                 | 500     | 66,14   | 6    | 0,79  | 7      | 0,93   | 100  | 13,23 | 143    | 18,92  | 756   |
| Montargis                 | 161     | 48,49   | 50   | 15,06 | 10     | 3,01   | 18   | 5,42  | 93     | 28,01  | 332   |
| Mormant                   | 939     | 82,44   | 43   | 3,78  | 6      | 0,53   | 17   | 1,49  | 134    | 11,76  | 1139  |
| Pannes                    | 1575    | 81,40   | 66   | 3,41  | 5      | 0,26   | 189  | 9,77  | 100    | 5,17   | 1935  |
| Paucourt                  | 200     | 9,78    | -    |       | -      |        | 1782 | 87,10 | 64     | 3,13   | 2046  |
| Saint-Maurice-sur-Fessard | 1050    | 70,23   | 70   | 4,68  | 15     | 1,00   | 180  | 12,04 | 180    | 12,04  | 1495  |
| Villemandeur              | 930     | 81,87   | 40   | 3,52  | 20     | 1,76   | 80   | 7,04  | 66     | 5,81   | 1136  |
| Villevoques               | 464     | 94,69   | -    |       | 3      | 0,61   | 15   | 3,06  | 8      | 1,63   | 490   |
| Vimory                    | 2093    | 79,49   | 200  | 7,60  | 35     | 1,33   | 160  | 6,08  | 445    | 16,90  | 2633  |